# Две девушки (фильм)
Две девушки (тур. İki Genç Kız) — турецкий фильм 2005 года, снятый Кутлугом Атаманом. Экранизация одноимённого романа турецкой писательницы Перихан Магден.

## Сюжет
Главные героини фильма — девушки Бехие (Фериде Четин) и Хандан (Вильдан Атасевер). Они обе — студентки. Из-за яркой внешности Бехие у неё нередко происходят конфликты с консервативными родителями и братом. Хандан живёт с матерью-одиночкой (Хюлья Авшар), отношения с которой у неё переменчивые. Благодаря их общей подруге Чигдем, Бехие и Хандан знакомятся друг с другом и быстро становятся близкими подругами. Бехие сбегает из дома, чтобы жить с Хандан.

## Награды и премии
Мировая премьера состоялась на кинофестивале в Сиднее, также фильм был показан на ряде других кинофестивалей.
- Премии в четырёх номинациях на кинофестивале в Анкаре[4].
- Премии в пяти номинациях на кинофестивале «Золотой апельсин»[3].
- Премия в номинации «Лучший режиссёр» на стамбульском кинофестивале[3].